# ロバート・コスタンゾ
ロバート・コスタンゾ（Robert Costanzo,  1942年11月20日 - ）は、アメリカ合衆国の俳優である。

## 来歴
1942年、ニューヨーク市ブルックリン区に生まれる。イタリア系の家系で、父親のカーマイン・コスタンゾも俳優だった。1975年にアル・パチーノ主演の犯罪映画『狼たちの午後』でノークレジットながらも映画デビューを果たす。その後はテレビドラマ、映画、舞台と様々な分野でキャリアを重ね、様々な作品にクレジットされている。1977年にはジョン・トラボルタの『サタデー・ナイト・フィーバー』、1990年にはブルース・ウィリス主演の『ダイ・ハード2』などの話題作へも出演した。

## 出演作品

### 映画
- 狼たちの午後 Dog Day Afternoon (1975)
- グッバイガール The Goodbye Girl (1977)
- サタデー・ナイト・フィーバー Saturday Night Fever (1977)
- 愛の断層 Bloodbrothers (1978)
- 愛と食欲の日々 Fatso (1980)
- シュート・ザ・ムーン Shoot the Moon (1982)
- Likely Stories, Vol. 4 (1983)
- 密殺集団 The Star Chamber (1983)
- セカンド・チャンス Two of a Kind (1983)
- アップ・ザ・クリーク Up the Creek (1984)
- ミッドナイト・ギャンブラー/危険な賭け The Vegas Strip War (1984)
- レイティング・ゲーム The Ratings Game (1984)
- ライトシップ The Lightship (1985)
- ボス’S ワイフ The Boss' Wife (1986)
- N.Y.ウォーターフロント Crossing the Mob (1988)
- リトル・ホワイト・ライズ Little White Lies (1989)
- トータル・リコール Total Recall (1990)
- ディック・トレイシー Dick Tracy (1990)
- ダイ・ハード2 Die Hard 2 (1990)
- ダン・エイクロイドとジム・ベルーシのハーレーダビッドソン&クレイジーライダー Masters of Menace (1990)
- シティ・スリッカーズ City Slickers (1991)
- 不法侵入 Unlawful Entry (1992)
- ハネムーン・イン・ベガス Honeymoon in Vegas (1992)
- セメタリークラブ The Cemetery Club (1993)
- 処刑マニア3 Relentless 3 (1993)
- 未確認生命体 MAX/マックス Man's Best Friend (1993)
- ノース 小さな旅人 North (1994)
- かわらぬ想い For Better or Worse (1995)
- 彼と彼女の第2章 Forget Paris (1995)
- クライム・シンジケート For Which He Stands (1996)
- アンダーワールド Underworld (1996)
- ストーリーブック/屋根裏の魔法使い Storybook (1996)
- パルプ・フィクション1/2 Plump Fiction (1997)
- エア・バディ2 Air Bud: Golden Receiver (1998)
- ウィズ・フレンズ With Friends Like These... (1998)
- 4thフロアー The 4th Floor (1999)
- スポーン3 Spawn 3: Ultimate Battle (1999)
- Mambo Café (2000)
- Wannabes (2000)
- 61*（シックスティワン） 61* (2001)
- 天才チンパンジー ジャック/スケートボードに挑戦 MVP: Most Vertical Primate (2001)
- ウーピーはMissサンタクロース Call Me Claus (2001)
- あなたにも書ける恋愛小説 Alex & Emma (2003)
- ヘルター・スケルター2004 Helter Skelter (2004)
- Searching for Bobby D (2005)
- イン・ザ・ミックス In the Mix (2005)
- ジーザス、メアリー＆ジョーイ恋の福音 Jesus, Mary and Joey (2006)
- Banished (2007)
- スカイ・キッズ The Flyboys (2008)
- The Big Shot-Caller (2008)
- Dark Room Theater (2009)
- Undisputed III: Redemption (2010)
- Wild Ride (2010)
- Monster Heroes (2010)
- ジュディの夏休み大作戦 Judy Moody and the Not Bummer Summer (2011)
- フードファイト! Foodfight! (2012)
- Hotchfeld (2012)
- N.Y.ギャングスターズ Goat (2013)
- 2 Dead 2 Kill (2013)
- The Last American Guido (2014)

### アニメ映画
- バットマン/マスク・オブ・ファンタズム Batman: Mask of the Phantasm (1993)
- The Batman Superman Movie: World's Finest (1997)
- バットマン サブゼロ 凍りついた愛 Batman & Mr. Freeze: SubZero (1998)
- SPAWN スポーン Spawn 2 (Animated Series) (1998) ※ビデオ作品
- ヘラクレス: ゼロ・トゥ・ヒーロー Hercules: Zero to Hero (1999) ※ビデオ作品
- Batman: Mystery of the Batwoman (2003)

### テレビドラマ
- 刑事バレッタ Baretta (1978)
- 事件記者ルー・グラント Lou Grant (1979)
- ラスト・リゾート The Last Resort (1979, 1980)
- ソープ Soap (1981)
- チャーリーズ・エンジェル Charlie's Angels (1981)
- 白い影 The White Shadow (1979, 1981)
- フライング・コップ 知能指数0分署 Police Squad! (1982)
- 女刑事キャグニー&レイシー Cagney & Lacey (1982, 1986)
- Gimme a Break! (1983)
- ファミリータイズ Family Ties (1984, 1986, 1987)
- 探偵マイク・ハマー Mike Hammer (1984)
- ヒルストリート・ブルース Hill Street Blues (1984)
- Who's the Boss? (1984)
- 俺たち賞金稼ぎ!!フォール・ガイ The Fall Guy (1985)
- 驚異のスーパー・バイク ストリートホーク Street Hawk (1985)
- トワイライトゾーン The Twilight Zone (1985)
- 新フェーム/青春の旅立ち Fame (1986)
- ディズニーランド Disneyland (1986)
- ジェシカおばさんの事件簿 Murder, She Wrote (1986, 1991, 1995)
- アルフ ALF (1986)
- L.A.ロー 七人の弁護士 L.A. Law (1986, 1987)
- 1st & Ten (1987)
- ナイトコート Night Court (1987)
- フロム・ザ・ダークサイド Tales from the Darkside (1988)
- デュエット Duet (1988)
- 新刑事コロンボ Columbo (1989)
- タイムマシーンにお願い Quantum Leap (1989)
- 新スタートレック Star Trek: The Next Generation (1989)
- Glory Days (1990)
- リーズナブル・ダウト/静かなる検事記録 Reasonable Doubts (1991, 1992)
- 愉快なシーバー家 Growing Pains (1991)
- オン・ジ・エアー On the Air (1992)
- ブルックリン・ブリッジ Brooklyn Bridge (1992)
- Jack's Place (1992)
- 天才少年ドギー・ハウザー Doogie Howser, M.D. (1993)
- NYPDブルー NYPD Blue (1993)
- Dr.マーク・スローン Diagnosis Murder (1994)
- ベルエアのフレッシュプリンス The Fresh Prince of Bel-Air (1994)
- 新スーパーマン Lois & Clark: The New Adventures of Superman (1994, 1995)
- フレンズ Friends (1995)
- あなたにムチュー Mad About You (1996)
- Partners (1996)
- Charlie Grace (1995, 1996)
- TVキャスター マーフィー・ブラウン Murphy Brown (1997)
- サンフランシスコの空の下 Party of Five (1997)
- キャロライン in N.Y. Caroline in the City (1997)
- アリー my Love Ally My Love (1999)
- ER緊急救命室 ER (2003)
- NCIS 〜ネイビー犯罪捜査班 NCIS: Naval Criminal Investigative Service (2004)
- ふたりは友達? ウィル&グレイス Will & Grace (2004)
- CSI:ニューヨーク CSI: NY (2005)
- ザ・ヤング・アンド・ザ・レストレス The Young and the Restless (2005)
- ジョーイ Joey (2006)
- デイズ・オブ・アワ・ライブス Days of Our Lives (2006 - 2010)
- ダート Dirt (2007)
- ボストン・リーガル Boston Legal (2007)
- シークレット・アイドル ハンナ・モンタナ Hannah Montana (2007, 2010)
- Reno 911! (2009)
- キャッスル 〜ミステリー作家は事件がお好き Castle (2009)
- とび蹴りアチョ〜ズ Kickin' It (2013)

### テレビアニメ
- バットマン Batman: The Animated Series (1992 - 1995)
- ダックマン Duckman: Private Dick/Family Man (1995)
- スーパーマン Superman (1997)
- ラグラッツ Rugrats (1997)
- ポリス・アカデミー Police Academy: The Series (1998)
- ニューバットマンアドベンチャーズ The New Batman Adventures (1997, 1998)
- ヘラクレス Hercules: The Animated Series (1998, 1999)
- スポーン Spawn (1999)
- ファミリー・ガイ Family Guy (2000, 2006)
- Oops!フェアリーペアレンツ The Fairly OddParents (2001, 2003)
- As Told by Ginger (2002)
- ハウス・オブ・マウス House of Mouse (2002)
- スペクタキュラー・スパイダーマン The Spectacular Spider-Man (2008)

### ビデオゲーム
- Sewer Shark (1992)
- The Adventures of Batman & Robin (1994)
- Dream a Little Dream 2 (1995)
- Disney's Hades Challenge (1998)
- Arcade Frenzy (1999)
- キングダム ハーツ KINGDOM HEARTS (2002)
- キングダム ハーツII KINGDOM HEARTS II (2005)
- The Sopranos: Road to Respect (2006)
- キングダムハーツII FINAL MIX+ Kingdom Hearts II: Final Mix+ (2007)
- キングダム ハーツ バース バイ スリープ KINGDOM HEARTS Birth by Sleep (2010)
- Command & Conquer 4: Tiberian Twilight (2010)
- Mafia II (2010)
- ディズニー マジックキャッスル マイ・ハッピー・ライフ (2013)
- Batman: Arkham Origins (2013)
- Batman: Arkham Origins - Cold, Cold Heart (2014)